# 수심 (기하학)

수심

기하학에서 수심(垂心, 영어: orthocenter)은 삼각형의 각 꼭짓점을 지나는 대변의 수선이 공통으로 지나는 점이다.

## 정의
삼각형 {\displaystyle ABC}의 꼭짓점 {\displaystyle A}, {\displaystyle B}, {\displaystyle C}를 지나는 대변 {\displaystyle BC}, {\displaystyle AC}, {\displaystyle AB}의 수선은 한 점에서 만난다. 이 점을 삼각형 {\displaystyle ABC}의 수심 {\displaystyle H}라고 한다.
증명 (원주각을 통한 증명):
꼭짓점 {\displaystyle B}, {\displaystyle C}를 지나는 대변의 수선의 발을 {\displaystyle H_{B}}, {\displaystyle H_{C}}라고 하고, 두 수선 {\displaystyle BH_{B}}, {\displaystyle CH_{C}}의 교점을 {\displaystyle H}라고 하자. 그렇다면
{\displaystyle \angle AH_{B}H=\angle AH_{C}H=\angle BH_{B}C=\angle BH_{C}C=90^{\circ }}
이므로 {\displaystyle H_{B}}, {\displaystyle H_{C}}는 선분 {\displaystyle AH}를 지름으로 하는 원 위의 점이자 선분 {\displaystyle BC}를 지름으로 하는 원 위의 점이다. 특히 {\displaystyle A}, {\displaystyle H_{B}}, {\displaystyle H}, {\displaystyle H_{C}}는 한 원 위의 점이며, 점 {\displaystyle B}, {\displaystyle C}, {\displaystyle H_{B}}, {\displaystyle H_{C}} 역시 한 원 위의 점이다. 원주각의 성질에 따라
{\displaystyle \angle HAB=\angle HH_{B}H_{C}=\angle BCH_{C}}
이다. 따라서
{\displaystyle \angle HAB+\angle ABC=\angle BCH_{C}+\angle ABC=\angle AH_{C}C=90^{\circ }}
이며, {\displaystyle AH}는 {\displaystyle BC}의 수선이다.
증명 (외심과 무게 중심을 통한 증명)::17, §2.1
정삼각형의 각 꼭짓점을 지나는 대변의 수선은 대변의 수직 이등분선과 일치하며, 삼각형의 세 변의 수직 이등분선은 외심에서 만나므로, 정삼각형의 각 꼭짓점을 지나는 대변의 수선은 한 점에서 만난다. 정삼각형이 아닌 삼각형 {\displaystyle ABC}의 외심을 {\displaystyle O}, 무게 중심을 {\displaystyle G}, 변 {\displaystyle BC}의 중점을 {\displaystyle M_{A}}라고 하자. 그렇다면 {\displaystyle O\neq G}이다. 유향 선분 {\displaystyle OG}의 연장선 위에서 {\displaystyle GH=2OG}인 점 {\displaystyle H}를 잡자. 그렇다면 {\displaystyle G}는 선분 {\displaystyle AM_{A}} 위의 점이며 {\displaystyle AG=2GM_{A}}, {\displaystyle \angle AGH=\angle M_{A}GO}이므로, 삼각형 {\displaystyle AGH}와 {\displaystyle M_{A}GO}는 닮음이다. 특히 {\displaystyle \angle GAH=\angle GM_{A}O}이므로 {\displaystyle AH}와 {\displaystyle OM_{A}}는 평행하며, {\displaystyle OM_{A}}는 {\displaystyle BC}의 수선이므로 {\displaystyle AH} 역시 변 {\displaystyle BC}의 수선이다. 마찬가지로 {\displaystyle BH}, {\displaystyle CH}는 각각 변 {\displaystyle AC}, {\displaystyle AB}의 수선이다.
증명 (근축을 통한 증명)::38, §2.4
꼭짓점 {\displaystyle A}, {\displaystyle B}, {\displaystyle C}를 지나는 대변의 수선의 발을 {\displaystyle H_{A}}, {\displaystyle H_{B}}, {\displaystyle H_{C}}라고 하자. 그렇다면 변 {\displaystyle AB}, {\displaystyle AC}를 지름으로 하는 두 원은 두 점 {\displaystyle A}, {\displaystyle H_{A}}에서 만나므로 두 원의 근축은 직선 {\displaystyle AH_{A}}이다. 마찬가지로, 변 {\displaystyle AB}와 {\displaystyle BC}를 지름으로 하는 두 원의 근축은 직선 {\displaystyle BH_{B}}이며, 변 {\displaystyle AC}, {\displaystyle BC}를 지름으로 하는 두 원의 근축은 직선 {\displaystyle CH_{C}}이다. 따라서 세 직선 {\displaystyle AH_{A}}, {\displaystyle BH_{B}}, {\displaystyle CH_{C}}는 세 원의 근심에서 만난다.
증명 (체바 정리를 통한 증명):
꼭짓점 {\displaystyle A}, {\displaystyle B}, {\displaystyle C}를 지나는 대변의 수선의 발을 {\displaystyle H_{A}}, {\displaystyle H_{B}}, {\displaystyle H_{C}}라고 하자. 그렇다면
{\displaystyle {\frac {AH_{C}}{H_{C}B}}\cdot {\frac {BH_{A}}{H_{A}C}}\cdot {\frac {CH_{B}}{H_{B}A}}={\frac {b\cos A}{a\cos B}}\cdot {\frac {c\cos B}{b\cos C}}\cdot {\frac {a\cos C}{c\cos A}}=1}
이므로 체바 정리에 따라 직선 {\displaystyle AH_{A}}, {\displaystyle BH_{B}}, {\displaystyle CH_{C}}는 한 점에서 만난다.

## 성질
예각 삼각형의 수심은 삼각형의 내부에 속한다. 직각 삼각형의 수심은 직각의 꼭짓점이다. 둔각 삼각형의 수심은 삼각형의 외부에 속한다.

### 외접원과의 관계
삼각형의 수심과 한 꼭짓점 사이의 거리는 외심과 대변 사이의 거리의 2배이다.:23, §2.4
삼각형 {\displaystyle ABC}의 수심 {\displaystyle H}를 각 변에 대하여 반사시킨 상은 외접원 위의 점이다. 즉, 각 꼭짓점 {\displaystyle A}, {\displaystyle B}, {\displaystyle C}를 지나는 대변의 수선의 발을 {\displaystyle H_{A}}, {\displaystyle H_{B}}, {\displaystyle H_{C}}라고 하고, 수선 {\displaystyle AH_{A}}, {\displaystyle BH_{B}}, {\displaystyle CH_{C}}의 연장선과 외접원의 교점을 {\displaystyle H_{A}'}, {\displaystyle H_{B}'}, {\displaystyle H_{C}'}이라고 하자. 그렇다면 다음이 성립한다.:18, §2.2
{\displaystyle HH_{A}=H_{A}H_{A}'}
{\displaystyle HH_{B}=H_{B}H_{B}'}
{\displaystyle HH_{C}=H_{C}H_{C}'}
증명:
원주각의 성질에 따라
{\displaystyle \angle H_{A}'=\angle C=90^{\circ }-\angle HBH_{A}=\angle BHH_{A}'}
이므로 {\displaystyle BH=BH_{A}'}이다. {\displaystyle BH_{A}}는 {\displaystyle HH_{A}'}의 수선이므로 {\displaystyle H_{A}}는 선분 {\displaystyle HH_{A}'}의 중점이다.
삼각형의 외심은 중점 삼각형의 수심이다.
삼각형의 수심과 외심은 등각 켤레점이다.:71, §7.4, (ix) 삼각형 {\displaystyle ABC}의 수심을 {\displaystyle H}, 외심을 {\displaystyle O}라고 하자. 그렇다면 다음이 성립한다.:37, §2.4, (2.42)
{\displaystyle \angle OAH=|\angle ABC-\angle ACB|}
{\displaystyle \angle OBH=|\angle BAC-\angle ACB|}
{\displaystyle \angle OCH=|\angle BAC-\angle ABC|}
증명:
점 {\displaystyle A}를 지나는 외접원의 지름을 {\displaystyle AA'}이라고 하자. 그렇다면 원주각의 성질에 따라
{\displaystyle \angle OAC=90^{\circ }-\angle AA'C=90^{\circ }-\angle B=\angle HAB}
이다. 따라서
{\displaystyle \angle OAH=|\angle BAC-\angle HAB-\angle OAC|=|\angle BAC-2(90^{\circ }-\angle B)|=|\angle BAC+2\angle B-(\angle BAC+\angle B+\angle C)|=|\angle B-\angle C|}
이다.
삼각형 {\displaystyle ABC}의 세 변의 길이를 {\displaystyle BC=a}, {\displaystyle AC=b}, {\displaystyle AB=c}, 반둘레를 {\displaystyle s}, 외접원의 반지름을 {\displaystyle R}, 내접원의 반지름을 {\displaystyle r}라고 하자. 그렇다면, 이 삼각형의 외심 {\displaystyle O}, 내심 {\displaystyle I}, 수심 {\displaystyle H}를 잇는 삼각형 {\displaystyle OIH}의 넓이는 다음과 같다.:2, §1.1.1, Theorem B1
{\displaystyle {\begin{aligned}S_{OIH}&=2R^{2}\sin {\frac {A-B}{2}}\sin {\frac {B-C}{2}}\sin {\frac {C-A}{2}}\\&={\frac {|a-b||b-c||c-a|}{8r}}\\&={\frac {\sqrt {-s^{4}+2s^{2}(2R^{2}+10Rr-r^{2})-r(4R+r)^{3}}}{4}}\end{aligned}}}

### 수선
삼각형 {\displaystyle ABC}의 수심을 {\displaystyle H}라고 하고, 꼭짓점 {\displaystyle A}, {\displaystyle B}, {\displaystyle C}를 지나는 대변의 수선의 발을 {\displaystyle H_{A}}, {\displaystyle H_{B}}, {\displaystyle H_{C}}라고 하고, 외접원의 반지름을 {\displaystyle R}라고 하자. 그렇다면 다음이 성립한다.:36, §2.4, (2.41)
{\displaystyle AH_{A}={\frac {bc}{2R}}=b\sin C=c\sin B}
{\displaystyle BH_{B}={\frac {ac}{2R}}=a\sin C=c\sin A}
{\displaystyle CH_{C}={\frac {ab}{2R}}=a\sin B=b\sin A}
삼각형 {\displaystyle ABC}의 수심을 {\displaystyle H}라고 하고, 꼭짓점 {\displaystyle A}, {\displaystyle B}, {\displaystyle C}를 지나는 대변의 수선의 발을 {\displaystyle H_{A}}, {\displaystyle H_{B}}, {\displaystyle H_{C}}라고 하자. 그렇다면 다음이 성립한다.:19, §2.2, (b):37, §2.4, (2.44)
{\displaystyle AH_{A}\cdot HH_{A}=BH_{A}\cdot CH_{A}}
{\displaystyle BH_{B}\cdot HH_{B}=AH_{B}\cdot CH_{B}}
{\displaystyle CH_{C}\cdot HH_{C}=AH_{C}\cdot BH_{C}}
{\displaystyle AH\cdot HH_{A}=BH\cdot HH_{B}=CH\cdot HH_{C}}
증명:
수선 {\displaystyle AH_{A}}의 연장선과 외접원의 교점을 {\displaystyle H_{A}'}이라고 하자. 그렇다면 점 {\displaystyle H_{A}}를 지나는 외접원의 두 현 {\displaystyle AH_{A}'}, {\displaystyle BC}에 대한 방멱 정리에 따라
{\displaystyle AH_{A}\cdot HH_{A}=AH_{A}\cdot H_{A}H_{A}'=BH_{A}\cdot CH_{A}}
이다.
점 {\displaystyle A}, {\displaystyle B}, {\displaystyle H_{A}}, {\displaystyle H_{B}}는 한 원 위의 점이므로, 점 {\displaystyle H}를 지나는 두 현 {\displaystyle AH_{A}}와 {\displaystyle BH_{B}}에 대한 방멱 정리에 따라
{\displaystyle AH\cdot HH_{A}=BH\cdot HH_{B}}
이다.
마지막 등식에 따라, 삼각형 {\displaystyle ABC}의 두 체바 선분을 지름으로 하는 비(非)동심원의 근축은 수심 {\displaystyle H}를 지난다.:38, §2.4, Theorem 2.45 삼각형 {\displaystyle ABC}의 세 체바 선분을 지름으로 하는 비(非)동축원의 근심은 수심 {\displaystyle H}이다.:38, §2.4, Theorem 2.46 삼각형 {\displaystyle ABC} 및 직선 {\displaystyle BC}, {\displaystyle AC}, {\displaystyle AB} 위의 점 {\displaystyle D}, {\displaystyle E}, {\displaystyle F}가 주어졌다고 하자. 만약 {\displaystyle D}, {\displaystyle E}, {\displaystyle F}가 한 직선 위의 점이라면, 4개의 삼각형 {\displaystyle ABC}, {\displaystyle AEF}, {\displaystyle BDF}, {\displaystyle CDE}의 수심은 한 직선 위의 점이며, 체바 선분 {\displaystyle AD}, {\displaystyle BE}, {\displaystyle CF}를 지름으로 하는 세 원은 4개의 수심을 지나는 직선을 근축으로 하는 동축원이다.:39, §2.4, Theorem 2.47

### 오일러 직선과 구점원
삼각형 {\displaystyle ABC}의 수심 {\displaystyle H}, 무게 중심 {\displaystyle G}, 외심 {\displaystyle O}는 한 직선 위의 점이며, 다음이 성립한다.
{\displaystyle {\overrightarrow {GH}}=2{\overrightarrow {OG}}}
만약 삼각형 {\displaystyle ABC}가 정삼각형이라면, {\displaystyle H=G=O}이다. 만약 삼각형 {\displaystyle ABC}가 정삼각형이 아니라면, 수심 {\displaystyle H}, 무게 중심 {\displaystyle G}, 외심 {\displaystyle O}를 지나는 직선은 유일하게 존재하며, 이 직선을 삼각형 {\displaystyle ABC}의 오일러 직선이라고 한다.
삼각형 {\displaystyle ABC}의 꼭짓점 {\displaystyle A}, {\displaystyle B}, {\displaystyle C}를 지나는 대변의 수선의 발 {\displaystyle H_{A}}, {\displaystyle H_{B}}, {\displaystyle H_{C}}, 변 {\displaystyle BC}, {\displaystyle AC}, {\displaystyle AB}의 중점 {\displaystyle M_{A}}, {\displaystyle M_{B}}, {\displaystyle M_{C}}, 각 꼭짓점과 수심을 잇는 선분 {\displaystyle AH_{A}}, {\displaystyle BH_{B}}, {\displaystyle CH_{C}}의 중점은 한 원 위의 점이며, 이들 9개의 점을 지나는 이 원을 구점원이라고 한다. 특히 구점원은 수심 삼각형과 중점 삼각형의 공통 외접원이다.
삼각형 {\displaystyle ABC}의 구점원의 중심 {\displaystyle N}은 수심과 외심을 잇는 선분 {\displaystyle OH}의 중점이다. 특히 삼각형 {\displaystyle ABC}가 정삼각형이 아닐 경우 구점원의 중심 {\displaystyle N}은 오일러 직선 위의 점이다. 구점원은 수심과 외접원 위의 점을 잇는 선분의 중점의 자취이다.
삼각형 {\displaystyle ABC} 및 외접원 위의 점 {\displaystyle P}가 주어졌다고 하자. 점 {\displaystyle P}와 수심 {\displaystyle H}를 잇는 선분 {\displaystyle PH}의 중점은 삼각형 {\displaystyle ABC}에 대한 점 {\displaystyle P}의 심슨 직선 위의 점이자 구점원 위의 점이다.:47, §5.3 특히 점 {\displaystyle P}를 각 변 {\displaystyle BC}, {\displaystyle AC}, {\displaystyle AB}에 대하여 반사시킨 상을 지나는 직선은 수심 {\displaystyle H}를 지난다.:43, §5.1
증명:
꼭짓점 {\displaystyle A}를 지나는 외접원의 지름을 {\displaystyle AA'}이라고 하자. 편의상 삼각형 {\displaystyle ABC}가 예각 삼각형이며 {\displaystyle P}가 호 {\displaystyle BA'} 위의 점이라고 가정하자. 점 {\displaystyle P}를 지나는 변 {\displaystyle BC}, {\displaystyle AC}, {\displaystyle AB}의 수선의 발을 {\displaystyle D}, {\displaystyle E}, {\displaystyle F}라고 하고, 점 {\displaystyle P}를 변 {\displaystyle BC}, {\displaystyle AC}, {\displaystyle AB}에 대하여 반사시킨 상을 {\displaystyle D'}, {\displaystyle E'}, {\displaystyle F'}이라고 하자.
우선 선분 {\displaystyle PH}의 중점이 {\displaystyle P}의 심슨 직선 위의 점임을 증명하자. {\displaystyle HE'}과 {\displaystyle DE}가 평행함을 보이는 것으로 충분하다. 유향 선분 {\displaystyle BH}의 연장선과 {\displaystyle AC} 및 외접원의 교점을 {\displaystyle H_{B}}, {\displaystyle H_{B}'}이라고 하자. 그렇다면 수심의 성질에 따라 {\displaystyle HH_{B}=H_{B}H_{B}'}이다. 선분 {\displaystyle PH_{B}'}과 {\displaystyle AC}의 교점을 {\displaystyle Q}라고 하자. 그렇다면 점 {\displaystyle P}, {\displaystyle Q}, {\displaystyle H_{B}'}을 직선 {\displaystyle AC}에 대하여 반사시킨 상은 각각 {\displaystyle H}, {\displaystyle Q}, {\displaystyle E'}이므로, {\displaystyle Q}는 선분 {\displaystyle HE'} 위의 점이다. {\displaystyle PE'}과 {\displaystyle HH_{B}'}은 평행하며, {\displaystyle C}, {\displaystyle E}, {\displaystyle D}, {\displaystyle P}는 한 원 위의 점이므로, 엇각 및 원주각의 성질에 따라
{\displaystyle \angle PE'H=\angle E'PQ=\angle PH_{B}'B=\angle PCB=\angle PED}
이다. 따라서 {\displaystyle HE'}과 {\displaystyle DE}는 평행한다.
이제 선분 {\displaystyle PH}의 중점이 구점원 위의 점임을 증명하자. 수심 {\displaystyle H}를 닮음 중심으로 하고 1/2를 닮음비로 하는 중심 닮음 변환을 생각하자. 꼭짓점 {\displaystyle A}, {\displaystyle B}, {\displaystyle C}에 이 변환을 가한 상은 각각 선분 {\displaystyle AH}, {\displaystyle BH}, {\displaystyle CH}의 중점이며, 이는 구점원 위의 세 점이므로, 외접원에 이 변환을 가한 상은 구점원이다. 선분 {\displaystyle PH}의 중점은 외접원 위의 점 {\displaystyle P}에 이 변환을 가한 상이므로 구점원 위의 점이다.
삼각형의 키페르트 포물선(영어: Kiepert’s parabola)의 준선은 오일러 직선이다.:200 삼각형의 모든 내접 포물선의 준선은 수심을 지난다.:200

### 수심 삼각형
직각 삼각형이 아닌 삼각형 {\displaystyle ABC}의 각 꼭짓점 {\displaystyle A}, {\displaystyle B}, {\displaystyle C}를 지나는 대변의 수선의 발 {\displaystyle H_{A}}, {\displaystyle H_{B}}, {\displaystyle H_{C}}를 꼭짓점으로 하는 삼각형을 삼각형 {\displaystyle ABC}의 수심 삼각형(垂心三角形, 영어: orthic triangle) {\displaystyle H_{A}H_{B}H_{C}}라고 한다. 즉, 수심 삼각형은 수심의 수족 삼각형이자 수심의 체바 삼각형이다. 직각 삼각형의 수심은 빗변의 꼭짓점이며, 특히 이는 외접원 위의 점이므로, 수심 삼각형이 정의되지 않는다.
예각 삼각형의 수심은 수심 삼각형의 내심이며,:17, §1.6, Theorem 1.61 둔각 삼각형의 수심은 수심 삼각형의 방심이다.:18, §1.6, Exercise 3 즉, 직각 삼각형이 아닌 삼각형의 각 꼭짓점을 지나는 수선과 각 변은 수심 삼각형의 내각 또는 외각 이등분선이다. 즉, 수심계 속 네 점은 수심 삼각형의 내심과 세 방심이며, 수심계 속 두 점을 잇는 6개의 직선은 수심 삼각형의 3개의 내각 이등분선 및 3개의 외각 이등분선이다.
증명:
편의상 삼각형 {\displaystyle ABC}가 예각 삼각형이라고 하자. 꼭짓점 {\displaystyle A}, {\displaystyle B}, {\displaystyle C}에서 대변에 내린 수선의 발을 {\displaystyle H_{A}}, {\displaystyle H_{B}}, {\displaystyle H_{C}}라고 하고, 수심을 {\displaystyle H}라고 하자. 그렇다면 사각형 {\displaystyle CH_{A}HH_{B}}, {\displaystyle BCH_{B}H_{C}}, {\displaystyle BH_{C}HH_{A}}는 모두 내접 사각형이므로
{\displaystyle \angle AH_{A}H_{B}=\angle H_{B}CH_{C}=\angle H_{B}BH_{C}=\angle AH_{A}H_{C}}
이다. 따라서, {\displaystyle AH_{A}}는 삼각형 {\displaystyle H_{A}H_{B}H_{C}}의 {\displaystyle H_{A}}에서의 내각 이등분선이며, {\displaystyle BC}는 삼각형 {\displaystyle H_{A}H_{B}H_{C}}의 {\displaystyle H_{A}}에서의 외각 이등분선이다.

#### 파냐노 문제
삼각형 {\displaystyle ABC}의 각 꼭짓점 {\displaystyle A}, {\displaystyle B}, {\displaystyle C}를 지나는 대변의 수선의 발을 {\displaystyle H_{A}}, {\displaystyle H_{B}}, {\displaystyle H_{C}}라고 하자. 만약 삼각형 {\displaystyle ABC}가 예각 삼각형이라면, 최소 둘레의 내접 삼각형은 수심 삼각형 {\displaystyle H_{A}H_{B}H_{C}}이다. 이를 파냐노 문제(영어: Pagnano’s problem)라고 한다. 만약 삼각형 {\displaystyle ABC}가 직각 삼각형 또는 둔각 삼각형이며, 직각 또는 둔각의 꼭짓점이 {\displaystyle A}라면, 최소 둘레의 내접 삼각형은 퇴화 삼각형 {\displaystyle AAH_{A}}이다 (두 꼭짓점이 같은 삼각형을 허용하지 않을 경우 존재하지 않는다).:88–89, §4.5:86–89, §2H, Problem 2.39
증명 1:
편의상 {\displaystyle \angle ABC}와 {\displaystyle \angle ACB}가 예각이라고 하자. {\displaystyle D}가 변 {\displaystyle BC} 위의 고정된 점이라고 하고, {\displaystyle D'}, {\displaystyle D''}이 각각 점 {\displaystyle P}를 변 {\displaystyle AB}, {\displaystyle AC}에 대하여 반사시킨 상이라고 하자. 그렇다면
{\displaystyle \angle D'AD''=\angle D'AB+\angle BAC+\angle CAD''=\angle DAB+\angle BAC+\angle CAD=2\angle BAC}
이며, 변 {\displaystyle AB}, {\displaystyle AC} 위의 점 {\displaystyle E}, {\displaystyle F}에 대하여, 삼각형 {\displaystyle DEF}의 둘레는
{\displaystyle p_{DEF}=DE+EF+FD=D'E+EF+FD''}
이다.
만약 {\displaystyle \angle BAC<90^{\circ }}라면, {\displaystyle \angle D'AD''<180^{\circ }}이므로 선분 {\displaystyle D'D''}은 변 {\displaystyle AB}, {\displaystyle AC}와 교점 {\displaystyle E_{D}}, {\displaystyle F_{D}}를 갖는다. 고정된 점 {\displaystyle D}에 대하여, 이 두 점 {\displaystyle E_{D}}, {\displaystyle F_{D}}는 삼각형 {\displaystyle DEF}의 둘레를 최소로 만들며, 그 최소 둘레는
{\displaystyle p_{DE_{D}F_{D}}=D'D''=2AD'\cos \angle AD'D''=2AD\cos((180^{\circ }-\angle D'AD'')/2)=2AD\cos(90^{\circ }-\angle BAC)=2AD\sin A}
이다. 따라서 최소 둘레 {\displaystyle p_{DE_{D}F_{D}}}를 가장 작게 만드는 점 {\displaystyle D}는 선분 {\displaystyle AD}의 길이를 가장 작게 만드는 점 {\displaystyle H_{A}}이다.
만약 {\displaystyle \angle BAC\geq 90^{\circ }}라면, {\displaystyle \angle D'AD''\geq 180^{\circ }}이므로 선분 {\displaystyle D'D''}은 변 {\displaystyle AB}, {\displaystyle AC}와 교점을 갖지 않는다. 변 {\displaystyle AB}, {\displaystyle AC} 위의 점 {\displaystyle E}, {\displaystyle F}에 대하여, 유향 선분 {\displaystyle D'A}의 연장선과 선분 {\displaystyle D''F}의 교점을 {\displaystyle A'}이라고 하자. 그렇다면
{\displaystyle p_{DEF}=D'E+EF+FD''\geq D'F+FD''\geq D'A'+A'D''\geq D'A+AD''}
이다. 따라서 고정된 점 {\displaystyle D}에 대하여, 둘레 {\displaystyle p_{DEF}}를 가장 작게 만드는 두 점 {\displaystyle E}, {\displaystyle F}는 {\displaystyle A}, {\displaystyle A}이다. 이 경우 최소 둘레는
{\displaystyle p_{DAA}=2AD}
이며, 이를 가장 작게 만드는 점 {\displaystyle D}는 점 {\displaystyle H_{A}}이다.
증명 2:
예각 삼각형 {\displaystyle ABC}와 내접 삼각형 {\displaystyle DEF}가 주어졌다고 하자 ({\displaystyle D}, {\displaystyle E}, {\displaystyle F}는 변 {\displaystyle BC}, {\displaystyle AC}, {\displaystyle AB} 위의 점이다). 이를 차례로 직선 {\displaystyle AC}, {\displaystyle C_{1}B_{1}}, {\displaystyle B_{2}A_{2}}, {\displaystyle A_{3}C_{3}}, {\displaystyle C_{4}B_{4}}에 대하여 반사시켜 삼각형 {\displaystyle A_{1}B_{1}C_{1}}와 내접 삼각형 {\displaystyle D_{1}E_{1}F_{1}}, 삼각형 {\displaystyle A_{2}B_{2}C_{2}}와 내접 삼각형 {\displaystyle D_{2}E_{2}F_{2}}, 삼각형 {\displaystyle A_{3}B_{3}C_{3}}와 내접 삼각형 {\displaystyle D_{3}E_{3}F_{3}}, 삼각형 {\displaystyle A_{4}B_{4}C_{4}}와 내접 삼각형 {\displaystyle D_{4}E_{4}F_{4}}, 삼각형 {\displaystyle A_{5}B_{5}C_{5}}와 내접 삼각형 {\displaystyle D_{5}E_{5}F_{5}}를 얻는다고 하자. 그렇다면 선분 {\displaystyle A_{5}B_{5}}는 선분 {\displaystyle AB}를 평행 이동시킨 상이다. 벡터 {\displaystyle {\overrightarrow {FF_{5}}}}는 이에 대응하는 평행 이동 벡터이므로 내접 삼각형 {\displaystyle DEF}의 선택과 무관하다. 꺾인 선 {\displaystyle FE_{1}D_{2}F_{3}E_{4}D_{5}F_{5}}는 내접 삼각형 {\displaystyle DEF}의 둘레의 2배를 길이로 하며, 이 꺾인 선이 직선이 될 필요 충분 조건은 삼각형 {\displaystyle DEF}가 수심 삼각형 {\displaystyle H_{A}H_{B}H_{C}}라는 것이다. 따라서 예각 삼각형 {\displaystyle ABC}의 최소 둘레의 내접 삼각형은 수심 삼각형 {\displaystyle H_{A}H_{B}H_{C}}이다.

#### 수심축
삼각형 {\displaystyle ABC}의 꼭짓점 {\displaystyle A}, {\displaystyle B}, {\displaystyle C}에서 대변에 내린 수선의 발을 {\displaystyle H_{A}}, {\displaystyle H_{B}}, {\displaystyle H_{C}}라고 하고, 직선 {\displaystyle H_{B}H_{C}}와 {\displaystyle BC}의 교점을 {\displaystyle D}, 직선 {\displaystyle H_{A}H_{C}}와 {\displaystyle AC}의 교점을 {\displaystyle E}, 직선 {\displaystyle H_{A}H_{B}}와 {\displaystyle AB}의 교점을 {\displaystyle F}라고 하자. 그렇다면 {\displaystyle D}, {\displaystyle E}, {\displaystyle F}는 한 직선 위의 점이다. 이 직선을 삼각형 {\displaystyle ABC}의 수심축(영어: orthic axis)이라고 한다.:151, §13.2, (ii)
증명:
편의상 삼각형 {\displaystyle ABC}가 예각 삼각형이라고 하자. 그렇다면 각 변 {\displaystyle BC}, {\displaystyle AC}, {\displaystyle AB}는 수심 삼각형 {\displaystyle H_{A}H_{B}H_{C}}의 외각 이등분선이다. 따라서
{\displaystyle {\frac {H_{A}F}{FH_{B}}}\cdot {\frac {H_{B}D}{DH_{C}}}\cdot {\frac {H_{C}E}{EH_{A}}}=-{\frac {H_{A}H_{C}}{H_{B}H_{C}}}\cdot {\frac {H_{A}H_{B}}{H_{A}H_{C}}}\cdot {\frac {H_{B}H_{C}}{H_{A}H_{B}}}=-1}
이며, 메넬라오스 정리에 따라 점 {\displaystyle D}, {\displaystyle E}, {\displaystyle F}는 공선점이다.

### 수심계
평면 위의 세 점 {\displaystyle A}, {\displaystyle B}, {\displaystyle C}가 주어졌다고 하자. 만약 세 점이 한 직선 위의 점이라면, 세 점을 꼭짓점으로 하는 삼각형은 존재하지 않는다. 만약 세 점이 한 직선 위의 점이 아니며 삼각형 {\displaystyle ABC}가 직각 삼각형이라면, 수심 {\displaystyle H}는 직각의 꼭짓점과 일치한다. 만약 세 점이 한 직선 위의 점이 아니며 삼각형 {\displaystyle ABC}가 직각 삼각형이 아니라면, {\displaystyle A}, {\displaystyle B}, {\displaystyle C}와 수심 {\displaystyle H}는 어느 세 점도 한 직선 위에 있지 않으며, {\displaystyle A}, {\displaystyle B}, {\displaystyle C} 역시 각각 삼각형 {\displaystyle BCH}, {\displaystyle ACH}, {\displaystyle ABH}의 수심이다. 이 경우 네 점 {\displaystyle A}, {\displaystyle B}, {\displaystyle C}, {\displaystyle H}가 수심계(垂心系, 영어: orthocentric system)를 이룬다고 한다.:61–62, §2C 수심계 속 네 점의 지위는 동등하다. 즉, 네 점이 수심계를 이루는지 여부는 네 점의 순서와 무관하다.
증명:
점 {\displaystyle H}가 삼각형 {\displaystyle ABC}의 수심인 것은 직선 {\displaystyle AH}, {\displaystyle BH}, {\displaystyle CH}는 각각 직선 {\displaystyle BC}, {\displaystyle AC}, {\displaystyle AB}의 수선인 것과 동치이다. 이는 점 {\displaystyle A}, {\displaystyle B}, {\displaystyle C}, {\displaystyle H} 가운데 임의의 두 점을 잇는 직선이 남은 두 점을 잇는 직선의 수선인 것과 동치이며, 따라서 이 조건에서 네 점 {\displaystyle A}, {\displaystyle B}, {\displaystyle C}, {\displaystyle H}의 순서를 바꿔도 이 조건은 변하지 않는다. 즉, 점 {\displaystyle H} 대신 남은 세 점 {\displaystyle A}, {\displaystyle B}, {\displaystyle C} 가운데 하나를 수심으로 삼아도 원래 조건과 동치이다.
수심계 {\displaystyle A}, {\displaystyle B}, {\displaystyle C}, {\displaystyle H} 속 네 삼각형 {\displaystyle ABC}, {\displaystyle ABH}, {\displaystyle ACH}, {\displaystyle BCH}의 수심 삼각형과 구점원은 일치하며, 외접원의 반지름은 같다. 또한 네 삼각형 가운데 정삼각형이 아닌 것들의 오일러 직선은 한 점에서 만난다.
증명:
네 점 {\displaystyle A}, {\displaystyle B}, {\displaystyle C}, {\displaystyle H}가 각각 3가지 방식으로 둘씩 짝을 지어 만든 두 직선 {\displaystyle AH}와 {\displaystyle BC}, {\displaystyle BH}와 {\displaystyle AC}, {\displaystyle CH}와 {\displaystyle AB}의 교점을 {\displaystyle H_{A}}, {\displaystyle H_{B}}, {\displaystyle H_{C}}라고 하자. 그렇다면 삼각형 {\displaystyle H_{A}H_{B}H_{C}}는 네 삼각형의 공통 수심 삼각형이다. 따라서 수심계 속 네 삼각형의 공통 수심 삼각형의 외접원은 네 삼각형의 공통 구점원이다. 네 삼각형의 외접원의 반지름은 공통 구점원의 반지름의 2배이며, 네 삼각형 가운데 정삼각형이 아닌 것들의 오일러 직선은 공통 구점원의 중심을 지난다.

### 드로츠파르니 직선
삼각형 {\displaystyle ABC}의 수심 {\displaystyle H}에서 직교하는 두 직선이 직선 {\displaystyle BC}와 점 {\displaystyle D_{1}}, {\displaystyle D_{2}}에서, 직선 {\displaystyle AC}와 점 {\displaystyle E_{1}}, {\displaystyle E_{2}}에서, 직선 {\displaystyle AB}와 점 {\displaystyle F_{1}}, {\displaystyle F_{2}}에서 만난다고 하자. 그렇다면 선분 {\displaystyle D_{1}D_{2}}, {\displaystyle E_{1}E_{2}}, {\displaystyle F_{1}F_{2}}의 중점 {\displaystyle D}, {\displaystyle E}, {\displaystyle F}는 한 직선 위의 점이다. 이 직선을 삼각형 {\displaystyle ABC}의 드로츠파르니 직선(영어: Droz-Farny line)이라고 한다.

### 테일러 원
삼각형 {\displaystyle ABC}의 각 꼭짓점 {\displaystyle A}, {\displaystyle B}, {\displaystyle C}를 지나는 대변의 수선의 발을 {\displaystyle H_{A}}, {\displaystyle H_{B}}, {\displaystyle H_{C}}라고 하고, 발 {\displaystyle H_{A}}, {\displaystyle H_{B}}, {\displaystyle H_{C}}을 지나는 변 {\displaystyle AB}와 {\displaystyle AC}, {\displaystyle BC}와 {\displaystyle AB}, {\displaystyle AC}와 {\displaystyle BC}의 수선의 발을 각각 {\displaystyle P}와 {\displaystyle Q}, {\displaystyle R}와 {\displaystyle S}, {\displaystyle T}와 {\displaystyle U}라고 하자. 그렇다면 6개의 점 {\displaystyle P}와 {\displaystyle Q}, {\displaystyle R}, {\displaystyle S}, {\displaystyle T}, {\displaystyle U}는 한 원 위의 점이다. 이 원을 삼각형 {\displaystyle ABC}의 테일러 원(영어: Taylor circle)이라고 한다.:95, §9.6 테일러 원은 터커 원의 특수한 경우이다.
증명:
편의상 삼각형 {\displaystyle ABC}가 예각 삼각형이라고 하자. 삼각형 {\displaystyle ABC}의 내접 비단순 육각형 {\displaystyle PQRSTU}가 터커 원의 조건을 만족시킴을 보이는 것으로 충분하다. 대칭성에 따라 {\displaystyle PQ}와 {\displaystyle ST}가 각각 {\displaystyle BC}의 반평행선과 평행선임을 보이면 된다.
우선 {\displaystyle PQ}와 {\displaystyle BC}가 반평행함을 증명하자. 사각형 {\displaystyle APDQ}가 내접 사각형이므로 원주각의 성질에 따라
{\displaystyle \angle APQ=\angle ADQ=90^{\circ }-\angle DAC=\angle ACB}
이므로 {\displaystyle PQ}는 반평행선이다.
이제 {\displaystyle ST}가 {\displaystyle BC}와 평행함을 증명하자. {\displaystyle RS}와 {\displaystyle TU}가 반평행선이므로
{\displaystyle \angle SRU=\angle BAC=\angle TUR}
이다. 따라서 {\displaystyle RS=TU}임을 보이는 것으로 충분하며, 이는 {\displaystyle PQ=RS=TU}를 보이면 된다. 삼각법에 따라
{\displaystyle PD=c\cos B\sin B=2R_{0}\sin B\sin C\cos B}
{\displaystyle QD=b\cos C\sin C=2R_{0}\sin B\sin C\cos C}
{\displaystyle \angle PDQ=180^{\circ }-A}
이다. 여기서 {\displaystyle R_{0}}은 삼각형 {\displaystyle ABC}의 외접원의 반지름이다. 사인 법칙에 따라 세 내각의 크기가 {\displaystyle 180^{\circ }-A}, {\displaystyle 90^{\circ }-B}, {\displaystyle 90^{\circ }-C}인 삼각형의 세 변의 길이의 비는 {\displaystyle \sin A:\cos B:\cos C}이므로, 코사인 법칙에 따라
{\displaystyle \sin ^{2}A=\cos ^{2}B+\cos ^{2}C+2\cos B\cos C\cos A}
이다. 이제 삼각형 {\displaystyle PDQ}에 코사인 법칙을 적용하면 다음을 얻는다.
{\displaystyle {\begin{aligned}PQ^{2}&=PD^{2}+QD^{2}+2\cdot PD\cdot QD\cdot \cos A\\&=4R_{0}^{2}\sin ^{2}B\sin ^{2}C(\cos ^{2}B+\cos ^{2}C+2\cos B\cos C\cos A)\\&=4R_{0}^{2}\sin ^{2}A\sin ^{2}B\sin ^{2}C\end{aligned}}}
이는 3개의 반평행선에서 {\displaystyle PQ}를 선택한 것과 무관하다.

## 참고 문헌
1. 1 2 3 4 5 6 7 8 9 10 11  Coxeter, H. S. M.; Greitzer, S. L. (1967). 《Geometry Revisited》 (영어). Buehler, George H. 삽화. Washington, D.C.: Mathematical Association of America. ISBN 0-88385-619-0.
2. 1 2 3 4 5 6 7 8 9 10  Honsberger, Ross (1995). 《Episodes in Nineteenth and Twentieth Century Euclidean Geometry》. New Mathematical Library (영어) 37. Washington: The Mathematical Association of America. ISBN 0-88385-639-5.
3. 1 2 3  Isaacs, I. Martin (2001). 《Geometry for College Students》. The Brooks/Cole Series in Advanced Mathematics (영어). Brooks/Cole. ISBN 0-534-35179-4.
4. ↑  Mitrinović, D. S.; Pečarić, J. E.; Volenec, V. (1989). 《Recent Advances in Geometric Inequalities》. Mathematics and Its Applications (영어) 28. Dordrecht: Springer Science+Business Media, B.V. doi:10.1007/978-94-015-7842-4. ISBN 978-90-481-8442-2.
5. 1 2  Eddy, R. H.; Fritsch, R. (1994년 6월). “The Conics of Ludwig Kiepert: A Comprehensive Lesson in the Geometry of the Triangle”. 《Mathematics Magazine》 (영어) 67 (3): 188–205. doi:10.2307/2690610. ISSN 0025-570X. JSTOR 2690610.
6. ↑  Ayme, Jean-Louis (2004). “A Purely Synthetic Proof of the Droz-Farny Line Theorem” (PDF). 《Forum Geometricorum》 (영어) 4: 219–224. ISSN 1534-1178. 2019년 12월 31일에 원본 문서 (PDF)에서 보존된 문서. 2020년 6월 16일에 확인함.